# Nixxes Software
Nixxes Software est un studio de développement de jeux vidéo néerlandais spécialisé dans les portages entre différentes plateformes,. Le studio a surtout travaillé pour Crystal Dynamics et Eidos Interactive (Square-Enix depuis son rachat en 2009) et n'a jamais produit ou commercialisé de jeu de sa propre création.

## Historique
En août 1999, après avoir travaillé pour Eidos Interactive puis Crystal Dynamics, le néerlandais Jurjen Katsman fonde Nixxes Software. La société réalise son premier projet lorsque Eidos fait appel à elle pour porter Legacy of Kain: Soul Reaver sur Dreamcast.
Le 1er juillet 2021, Sony Interactive Entertainment rachète le studio.

## Portages réalisés
| Année | Titre                                | Développeur initial    | Plates-forme(s)                                                    |
| ----- | ------------------------------------ | ---------------------- | ------------------------------------------------------------------ |
| 2000  | Legacy of Kain: Soul Reaver          | Crystal Dynamics       | Dreamcast                                                          |
| 2001  | Legacy of Kain: Soul Reaver 2        | Crystal Dynamics       | Windows                                                            |
| 2002  | Blood Omen 2: Legacy of Kain         | Crystal Dynamics       | GameCube, Windows, Xbox                                            |
| 2003  | Legacy of Kain: Defiance             | Crystal Dynamics       | Windows, Xbox                                                      |
| 2005  | Project Snowblind                    | Crystal Dynamics       | Windows, Xbox                                                      |
| 2006  | Tomb Raider: Legend                  | Crystal Dynamics       | Windows, Xbox                                                      |
| 2007  | Tomb Raider: Anniversary             | Crystal Dynamics       | Windows                                                            |
| 2008  | Tomb Raider: Underworld              | Crystal Dynamics       | PlayStation 3, Windows                                             |
| 2010  | Kane and Lynch 2: Dog Days           | IO Interactive         | Windows                                                            |
| 2010  | Lara Croft and the Guardian of Light | Crystal Dynamics       | PlayStation 3, Windows                                             |
| 2011  | Deus Ex: Human Revolution            | Eidos Montréal         | Windows                                                            |
| 2012  | Hitman: Absolution                   | IO Interactive         | Windows                                                            |
| 2013  | Tomb Raider                          | Crystal Dynamics       | PlayStation 3, Windows                                             |
| 2014  | Thief                                | Eidos Montréal         | Windows                                                            |
| 2015  | Rise of the Tomb Raider              | Crystal Dynamics       | Windows, Xbox 360, PlayStation 4                                   |
| 2016  | Deus Ex: Mankind Divided             | Eidos Montréal         | Windows                                                            |
| 2018  | Shadow of the Tomb Raider            | Eidos Montréal         | Windows                                                            |
| 2020  | Marvel's Avengers                    | Crystal Dynamics       | Windows                                                            |
| 2022  | Marvel's Spider-Man                  | Insomniac Games        | Windows                                                            |
| 2022  | Marvel's Spider-Man: Miles Morales   | Insomniac Games        | Windows                                                            |
| 2023  | Ratchet and Clank: Rift Apart        | Insomniac Games        | Windows                                                            |
| 2024  | Horizon Forbidden West               | Guerrilla Games        | Windows                                                            |
| 2024  | Ghost of Tsushima                    | Sucker Punch           | Windows                                                            |
| 2025  | Marvel's Spider-Man 2                | Insomniac Games        | Windows                                                            |
| 2025  | The Last of Us Part II Remastered    | Naughty Dog            | Windows (en collaboration avec Iron Galaxy Studios et Naughty Dog) |
| 2025  | Helldivers 2                         | Arrowhead Game Studios | Xbox Series                                                        |